# Централен площад (Пловдив)
Площад „Централен“ е основният площад в центъра на град Пловдив. Неговото формиране започва през 1963 г. През 1970-те и 1980-те години при цялостната реконструкция на площада и улиците около него става ясно, че под площада и съседното пространство се намира централният площад на древния град – Форумът на Филипопол. До площада се намира и Цар Симеоновата градина.

## История
Площадът пред Военния клуб преди 9 септември 1944 г. се е наричал „Цар Симеон“, след това е преименуван както много други централни площади в България на „Червен площад". По-късно носи името площад „Централен“.
Оформянето на днешното пространство на площада започва през 1963 г. Тогава започва премахването на сградите по ул. „Капитан Райчо“, строежът и разширението на Централната поща, оформяне на пространството около хотел Тримонциум. По-късно когато Дража Вълчева е секретар на Окръжния комитет на партията е поставяна настилката, която се помни от пловдивчани като „плочките на Дража“.
По време на управлението на кмета Христо Мишев в периода 1979 – 1986 г. се извършва цялостна трансформация на инфраструктурата около площада. Това включва реконструкция на булевард „Цар Борис Трети Обединител“, който се явява източната граница на площада. Строителството започва на 30 октомври 1982 г., а булевардът е пуснат за движение на 3 декември 1983 година. Изграждат се серия от подлези.
Най-невралгичното и сложно място по цялата реконструкция е пресичането на бул. „Цар Борис III Обединител“ с булевард „Княгиня Мария-Луиза“. Взето е решение да се изгради транспортен подлез две нива, който да извежда автомобилния поток изток-запад под „Гладстон“ на повърхността чак до Градската художествена галерия.
В хода на работата на дълбочина от 3,5-4,5 м общо на площ над 1000 кв. м се появяват археологически находки – многоцветни подови мозайки с изображения на птици, растителност, геометрични фигури, антични улици, части на водопроводи, на жилищни сгради, понякога на две, че дори и на три нива. Най-важните открития са около подлезите – „Тримонциум“ и „Археологически“. По време на реконструкцията археолозите успяват да уточнят цялостната градоустройствена схема на античния град от римската епоха I-III в.
Пространството на площада е проектирано за преминаване на празничните манифестации преди промените през 1989 г. Площадът по това време е покрит с плочи от варовик.
В последния ден по време на апостолическото поклонничество на папа Йоан Павел II в България в периода 23 – 26 май 2002 г. папата отслужи на площада тържествена света литургия, на която обяви за блажени пловдивските отци успенци Камен Вичев, Павел Джиджов и Йосафат Шишков.
На 1 януари 2007 г. в деня на влизане на България в  Европейския съюз на площада е открит фонтан със 7-тонната спирала от 12 извивки, която символизира Европейския съюз. Автор на творбата е Жорж Трак, а самата творба става известна сред пловдивчани като "Стружката". При ремонта на площада през февруари 2019 г. фонтанът е премахнат.
През 2014 г. е обявен международен конкурс за ново проектиране на площадното и приобщаване на останките от Голямата базилика към площадното пространство.
През януари 2019 г. на обновеното пространство на площада се реализират част от културните събития от програмата на „Пловдив – Европейска столица на културата“.

## Забележителности
Около площада са разположени:
- Римски форум
- Oдеон
- Цар Симеонова градина
- Военният клуб
- Филипополска голяма базилика

## Паметници
- Паметник на Гюро Михайлов – в югозападния край на площада
- Бюст-паметник на патриарх Кирил – на входа на Цар Симеоновата градина
- Паметна плоча за отслужената литургия от Папа Йоан Павел II и паметник с герба му.

## Галерия
- Централен площад
- Площадът, 2013
- Паметникът на Гюро Михайлов
- Военният клуб
- Централна поща
- Паметник на патриарх Кирил
- Паметна плоча за отслужената литургия от Папа Йоан Павел II на площадa.

- Античният одеон и форумът
- Античен одеон, 2012
- Източният форум и х-л Тримонциум, 1988 г.
- Северният форум и пощата, 2016
- Антични колони

- Фонтанът „Стружката“
- Фонтанът „Стружката“
- Фонтанът през нощта